# إينوكوتيرون
إينوكوتيرون (INN) هو مثل الإستيروي (مضاد للإستيرويد) غير الستيرويدية التي لم يتم تسويقها أبدا. ويظهر استر أسيتات، أستيت إينوكوتيرون، نشاطا كبيرا مضادا للأندروجين، ولقد تم تطويره كدواء موضعي لعلاج حب الشباب، لكنه أظهر فعالية متوسطة فقط في التجارب السريرية، وبالمثل أيضا لم يتم تسويقه أبدا.